# コモン
コモン（Common、本名: Lonnie Rashid Lynn, Jr.、1972年3月13日 - ）は、アメリカ合衆国イリノイ州シカゴ出身のMC・俳優。
これまでにグラミー賞を3回受賞し、2015年にはアカデミー歌曲賞を受賞した。

## バイオグラフィー
シカゴで生まれ育ったコモンは、1992年、コモン・センス（Common Sense）の名の下、シングル「Take It EZ」（アルバム『Can I Borrow a Dollar』に収録）でデビュー。1994年には『Resurrection』のリリースで、高い評価を得る。このアルバムの収録楽曲であり、ヒップホップを女性になぞらえた『I Used to Love H.E.R.』の歌詞がきっかけとなり、ウエストコーストのラッパー、アイス・キューブとビーフ（ヒップホップ用語で中傷合戦や喧嘩）が勃発した（後に、ネーション・オブ・イスラムの指導者ルイス・ファラカーンにより沈静化される）。さらに、コモン・センスは、同名のロサンゼルスのレゲエバンドに訴えられ、現在の名前「コモン」に改名を余儀なくされる。

1997年、「コモン」名義としての初のアルバムで、ローリン・ヒルやクエストラヴ（?uestlove）等とのコラボレーションが実現した『One Day It'll All Make Sense』をリリースした後、MCAレコードへと移り、クエストラヴをはじめとするネオ・ソウル・ヒップホップ集団ソウルクエリアンズ（Soulquarians）とのレコーディングが中心となり、大きな評価を得た4thアルバム『Like Water for Chocolate』（2000年）が完成する。

期待を集める中リリースされた次のアルバム『Electric Circus』（2002年）はロックやエレクトロニカの要素を含めた「実験的」な作品で、賛否両論の結果となる。

2004年、同郷のMCカニエ・ウェストが立ち上げた新レーベルグッド・ミュージックと契約する。そうして、カニエ・ウェストのプロデュースによるアルバム『Be』をリリースする。『Be』は各誌から絶賛され、「XXL」誌は5段階中の「5」の評価をつけている。第7作目のアルバム『Finding Forever』にもカニエ・ウェストが関わり、全米アルバムチャートで1位を獲得した。

2008年には、ファレル・ウィリアムスのプロデュースによるコモン自身8作目となるアルバム『Universal Mind Control』をリリース。全米アルバムチャートは12位。
2015年には、映画『グローリー/明日への行進』の主題歌である「グローリー」をジョン・レジェンドと共同で発表し、アカデミー歌曲賞を受賞した。その他にも、第58回グラミー賞で3部門にノミネートし、ビジュアルメディア歌曲賞を受賞するなど、高く評価された。

### 俳優として
2003年、シットコムGirlfriendsに出演。2009年に公開された『ターミネーター4』にキャスティングされた。

### プライベート
『The Light』などで共演したエリカ・バドゥと交際していた。

## ディスコグラフィ

### アルバム
| 1992                                      | Can I Borrow a Dollar?       | - 発売日: 1992年10月6日 - レーベル: Relativity - フォーマット: CD, LP, cassette, digital download                             | —   | —  | —   | —  | —  | —  | —  | —   |                |
| 1994                                      | Resurrection                 | - 発売日: 1994年10月25日 - レーベル: Relativity - フォーマット: CD, LP, cassette, digital download                            | 178 | —  | —   | —  | —  | —  | —  | —   |                |
| 1997                                      | One Day It'll All Make Sense | - 発売日: 1997年9月30日 - レーベル: Relativity - フォーマット: CD, LP, cassette, digital download                             | 61  | —  | —   | —  | —  | —  | —  | —   |                |
| 2000                                      | Like Water for Chocolate     | - 発売日: 2000年3月28日 - レーベル: MCA, Universal - フォーマット: CD, LP, cassette, digital download - 全米売上: 74.8万枚    | 16  | 24 | —   | —  | —  | —  | —  | 165 | - US: ゴールド |
| 2002                                      | Electric Circus              | - 発売日: 2002年12月10日 - レーベル: MCA, Universal - フォーマット: CD, LP, cassette, digital download                        | 47  | —  | —   | —  | —  | —  | —  | —   |                |
| 2005                                      | Be                           | - 発売日: 2005年5月24日 - レーベル: GOOD Music, Geffen - フォーマット: CD, LP, digital download - 全米売上: 80万枚            | 2   | 10 | 102 | 93 | 61 | 73 | 26 | 38  | - US: ゴールド |
| 2007                                      | Finding Forever              | - 発売日: 2007年7月31日 - レーベル: GOOD Music, Geffen - フォーマット: CD, LP, digital download - 全米売上: 50万枚            | 1   | 10 | 82  | 92 | 57 | 58 | 23 | 35  | - US: ゴールド |
| 2008                                      | Universal Mind Control       | - 発売日: 2008年12月9日 - レーベル: GOOD Music, Geffen - フォーマット: CD, LP, digital download - 全米売上: 21.1万枚          | 12  | 79 | 172 | —  | —  | —  | 82 | —   |                |
| 2011                                      | The Dreamer/The Believer     | - 発売日: 2011年12月20日 - レーベル: Think Common, Warner Bros. - フォーマット: CD, LP, digital download - 全米売上: 15.4万枚 | 18  | —  | —   | —  | —  | —  | —  | 196 |                |
| 2014                                      | Nobody's Smiling             | - 発売日: 2014年7月12日 - レーベル: ARTium, Def Jam - フォーマット: CD, LP, digital download - 全米売上: 3.7万枚              | 6   | —  | —   | —  | —  | —  | —  | 138 |                |
| 2016                                      | Black America Again          | - 発売日: 2016年11月4日 - レーベル: ARTium, Def Jam - フォーマット: CD, LP, digital download                                  | 25  | —  | —   | —  | —  | —  | —  | —   |                |
| "—"は未発売またはチャート圏外を意味する。 |                              | |     |    |     |    |    |    |    |     |                |

## フィルモグラフィー
| 公開年      | 邦題 原題                                                  | 役名                         | 備考                                | 吹き替え                                        |
| ----------- | ---------------------------------------------------------- | ---------------------------- | ----------------------------------- | ----------------------------------------------- |
| 2006        | ブロック・パーティー Dave Chapelle's Block Party           | -                            | ドキュメンタリー                    |                                                 |
| 2006        | スモーキン・エース/暗殺者がいっぱい Smokin' Aces           | サー・アイビー               |                                     |                                                 |
| 2007        | アメリカン・ギャングスター American Gangster               | ターナー・ルーカス           |                                     |                                                 |
| 2008        | フェイク シティ ある男のルール Street Kings                | コーツ                       |                                     | 高瀬右光                                        |
| 2008        | ウォンテッド Wanted                                        | ザ・ガンスミス               |                                     | 西凜太朗（劇場公開版） 多田野曜平（BSテレ東版） |
| 2009        | ターミネーター4 Terminator Salvation                       | バーンズ                     |                                     | 宮内敦士                                        |
| 2010        | デート & ナイト Date Night                                 | コリンズ                     |                                     | 遠藤大智                                        |
| 2010        | 恋のスラムダンク Just Wright                               | スコット・マクナイト         |                                     | 東地宏樹                                        |
| 2011        | ハッピー フィート2 踊るペンギンレスキュー隊 Happy Feet Two | シーモア                     | 声の出演                            | 江川央生                                        |
| 2011        | ニューイヤーズ・イブ New Year's Eve                        | 兵士                         |                                     | TBA                                             |
| 2011 - 2013 | Hell on Wheels                                             | エラム・ファーガソン         | テレビシリーズ、23エピソードに出演  |                                                 |
| 2012        | ティモシーの小さな奇跡 The Odd Life of Timothy Green       | カル                         |                                     | 楠大典                                          |
| 2013        | ムービー43 Movie 43                                        | ボブ・モン                   |                                     | 杉村憲司                                        |
| 2013        | グランド・イリュージョン Now You See Me                    | エヴァンズ                   |                                     | 遠藤大智                                        |
| 2013        | LIVE AND DIE リヴ・アンド・ダイ Pawn                       | ジェフ・ポーター             |                                     |                                                 |
| 2015        | ラン・オールナイト Run All Night                           | アンドリュー・プライス       |                                     | 仲田隼人                                        |
| 2016        | スーサイド・スクワッド Suicide Squad                       | モンスターT                  |                                     | 楠大典                                          |
| 2016        | バーバーショップ3 リニューアル! Barbershop3:The Next cut   | ラシャド                     | 日本劇場未公開                      | 咲野俊介                                        |
| 2017        | ジョン・ウィック:チャプター2 John Wick: Chapter 2          | カシアン                     |                                     | 俊藤光利                                        |
| 2018        | ジェニーの記憶 The Tale                                    | マーティン                   | テレビ映画                          | （吹き替え版なし）                              |
| 2018        | ニーナのすべて All About Nina                              | レイフ・ハインズ             |                                     | （吹き替え版なし）                              |
| 2018        | オーシャンズ8 Ocean's Eight                                | 本人役                       | カメオ出演                          | 俊藤光利                                        |
| 2018        | 私のニューヨーク Here and Now                              | ベン                         |                                     | 俊藤光利                                        |
| 2018        | スモールフット Smallfoot                                   | ストーンキーパー             | 声の出演                            | 立木文彦                                        |
| 2018        | ハンターキラー 潜航せよ Hunter Killer                      | ジョン・フィスク海軍少将     |                                     | 俊藤光利                                        |
| 2018        | ヘイト・ユー・ギブ The Hate U Give                         | カルロス                     |                                     | 乃村健次                                        |
| 2019        | THE INFORMER/三秒間の死角 The Informer                     | グレンズ                     |                                     | 酒井敬幸                                        |
| 2019        | ザ・キッチン The Kitchen                                   | ゲイリー・シルヴァーズ捜査官 |                                     | TBA                                             |
| 2020        | AVA/エヴァ AVA                                             | マイケル                     |                                     | 斎藤寛仁                                        |
| 2022        | アリス Alice                                               | フランク                     |                                     |                                                 |
| 2023        | サイロ Silo                                                | ロバート・シムズ             | テレビドラマシリーズ メインキャスト | 乃村健次                                        |